# Vona (Musiker)
Vona, bürgerlich Dominik Vona (* 31. August 1992 in Tübingen), ist ein deutscher Musiker. Er steht unter dem Label Chimperator unter Vertrag.

## Leben
Bevor Vona mit der Musik begann, wollte er gerne Fußballer werden. Im Alter von 15 Jahren schaffte er es in die C-Jugend des VfB Stuttgart und spielte dort zwei Jahre. Später spielte er in der B-Jugend, musste aber damit aufhören, da er einen Kreuzbandriss erlitt.
Nach seinem Abitur tourte er mit seinen Freunden zusammen in einem VW-Bus durch Europa und machte Straßenmusik.
Im Jahr 2016 ging er mit dem Rapper Cro auf Tour. Ebenfalls 2016, am 10. Juni, veröffentlichte er seine erste EP Deine Liebe. Die EP beinhaltet sieben Songs, unter anderem auch den Song Solange wir jung sind.
Am 11. August 2017 veröffentlichte er sein erstes Studioalbum Alles was ich hab. Zuvor wurden die beiden Singles Alles was ich hab und Gib mir dein Lächeln veröffentlicht. Sein zweites Studioalbum 92 wurde am 17. April 2020 veröffentlicht.

## Diskografie
Studioalben
- 2017: Alles was ich hab
- 2020: 92

EPs
- 2016: Deine Liebe
- 2023: Eins

Singles
- 2017: Lauda
- 2017: Alles was ich hab
- 2017: Gib mir dein Lächeln
- 2017: Weil du mein Zuhause bist
- 2019: Ich und Du
- 2019: Baby
- 2020: 1000 Worte
- 2023: Sterne und Monde